# У зиму (књига)
У зиму (норв. Om vinteren) је друга од четири књиге есеја који представљају писма нерођеној ћерки норвешког књижевника Карла Увеа Кнаусгора (норв. Karl Ove Knausgǎrd) (1968) објављена 2015. године.
Српско издање књиге У зиму објавила је издавачка кућа "Booka" из Београда 2020. године у преводу Радоша Косовића.

## О аутору
Карл Уве Кнаусгор је рођен 1968. у Ослу. Одрастао је на Трумеји и у Кристијансанду. Похађао је Академију за уметничко писање и студирао историју уметности и књижевност. Радио је као уредник књижевног часописа. Године 1998. дебитовао је романом Ван света (Ute av verden) са којим је постигао велики успех и постао први дебитант који је добио престижну награду норвешке критике „Kritikerprisen“.

## Серијал Квартет о годишњим добима
Серијал "Квартет о годишњим добима" је настао од 2015. до 2016. године. Књиге су насловљене по годишњим добима: У јесен, У зиму, У пролеће и У лето. Кнаусгор пише својој нерођеној ћерки, објашњава и описује свет око себе. Књиге су на неки начин врста лексикона, лична енциклопедија, скривени дијалог писца са светом какав је био, какав је сада и какав би могао бити.

## О књизи
Аутор је у књизи У зиму наставио оно што је започео у књизи У јесен. Пише кратке и оштроумним есеје и ћерки описује свет али и себе.
Књига представља нежан, духовит, непосредан и искрен осврт писца на свет и на себе, прожет узбуђењем због новог живота.

### Писма нерођеној ћерки
Књига садржи три писма нерођеној ћерки а у оквиру сваког од њих су кратки есеји, описи појава, догађаја, предмета...и свега што чини свет око нас.
- Писмо нерођеној ћерки, 2. децембар

Ово писмо садржи есеје о децембру и чине га текстови о месецу, води, совама, воденим мајмунима, првом снегу, рођендану, новчићима, Кристини, столицама, рефлексији, цевима, нереду, зимским звуцима, божићном поклону, Деда Мразовима, гостима, носу, плишаним животињама, хладноћи и ватромету.
- Писмо нерођеној ћерки, 1. јануар

Ово писмо садржи есеје о јануару и чине га текстови о снегу, Николају Аструпу, ушима, Бјерну, видри, друштву, погребној поворци, вранама, постављању граница, крипти, зими, сексуалном нагону, Томасу, возу, Георгу, четкицама за зубе, јаству, атомима, Локију и шећеру.
- Писмо нерођеној ћерки, 29. јануар

Ово писмо садржи есеје о фебруару и чине га текстови о шупљинама, разговору, локалном, штапићима за уши, петловима, рибама, животним осећајима, Ј., аутобусима, навикама, мозку, сексу, сметовима, тачки нестајања, седамдесетим, ватри, операцији, шахтовима и прозорима.